# Morwen Thistlethwaite
Morwen Bernard Thistlethwaite (geb. um 1942) ist ein britischer Mathematiker, Knotentheoretiker und Professor für Mathematik an der Universität von Tennessee in Knoxville. Er hat bedeutende Beiträge zur Knotentheorie und zur Gruppentheorie des Zauberwürfels geleistet.

## Leben
Thistlewaite studierte von 1964 bis 1967 Mathematik an der Universität Cambridge und 1967/68 an der Universität London (Master-Abschluss). 1968 bis 1972 war er an der Universität Manchester, wo er bei Michael Barratt promoviert wurde. Er studierte ab 1972 zusammen mit Tanya Polunin, James Gibb und Balint Vazsonyi Klavier und gab Konzerte in London, bevor er sich 1975 entschied, eine Karriere in der Mathematik zu verfolgen. 1975 bis 1978  war er am Polytechnikum von Nord-London und 1978 bis 1987 am Polytechnikum der South Bank in London. 1987/88 war er Gastprofessor an der University of California in Santa Barbara und ab 1988 an der University of Tennessee.